# Peva e Segões
Peva e Segões (oficialmente: União das Freguesias de Peva e Segões) é uma freguesia portuguesa do município de Moimenta da Beira, com 24,64 km² de área e 429 habitantes (censo de 2021). A sua densidade populacional é 17,4 hab./km².

## História
Foi criada aquando da reorganização administrativa de 2012/2013,  resultando da agregação das antigas freguesias de Peva e Segões.

## Demografia
A população registada nos censos foi:
| Distribuição da População por Grupos Etários | Distribuição da População por Grupos Etários | Distribuição da População por Grupos Etários | Distribuição da População por Grupos Etários | Distribuição da População por Grupos Etários | Distribuição da População por Grupos Etários |
| -------------------------------------------- | -------------------------------------------- | -------------------------------------------- | -------------------------------------------- | -------------------------------------------- | -------------------------------------------- |
| Antes da agregação                           |                                              |                                              |                                              |                                              |                                              |
| Ano                                          | 0-14 anos                                    | 15-24 anos                                   | 25-64 anos                                   | >= 65 anos                                   | Total                                        |
| 2001                                         | 83                                           | 69                                           | 276                                          | 199                                          | 627                                          |
| 2011                                         | 46                                           | 62                                           | 234                                          | 177                                          | 519                                          |
| Após a agregação                             |                                              |                                              |                                              |                                              |                                              |
| Ano                                          | 0-14 anos                                    | 15-24 anos                                   | 25-64 anos                                   | >= 65 anos                                   | Total                                        |
| 2021                                         | 33                                           | 31                                           | 177                                          | 188                                          | 429                                          |